# Pierre Perret
Pour les articles homonymes, voir Perret et Pierre Perret (homonymie).
Pierre Perret, né le 9 juillet 1934 à Castelsarrasin (Tarn-et-Garonne), est un auteur-compositeur-interprète français.
Auteur jouant sur les mots et la musicalité de la langue française, Pierre Perret emploie l’argot. Il a réécrit les fables de La Fontaine. L'interprète, dans un style apparemment naïf, voire enfantin, avec candeur et humanisme, pose des questions pertinentes avec un sourire malicieux.
Chanteur populaire et auteur reconnu, son répertoire hétérogène se compose de chansons enfantines, comiques, grivoises, légères ou engagées, entre humour et tendresse. En marge de la chanson, il a publié des ouvrages sur la langue française et sur la gastronomie, son autre passion.

## Biographie

### Origines
Ses parents, Maurice et Claudia, tenaient le Café du Pont à Castelsarrasin, où il grandit, apprenant les argots et langages de métiers.

### Jeunesse
À quatorze ans, il intègre le conservatoire de musique de Toulouse et s’inscrit aussi au conservatoire d’art dramatique. Il obtient à 19 ans un premier prix de saxophone. Il joue dans des bals et les fêtes familiales avec un groupe de quatre musiciens.
De 1953 à 1956, il effectue son service militaire et ne peut passer la dernière épreuve d'entrée au Conservatoire de Paris, dans la classe de Marcel Mule car il est en prison militaire ce jour-là. Il rend visite régulièrement à l'écrivain Paul Léautaud jusqu’à la mort de celui-ci en 1956, et le raconte en 1972 dans Adieu, Monsieur Léautaud.

### Carrière musicale

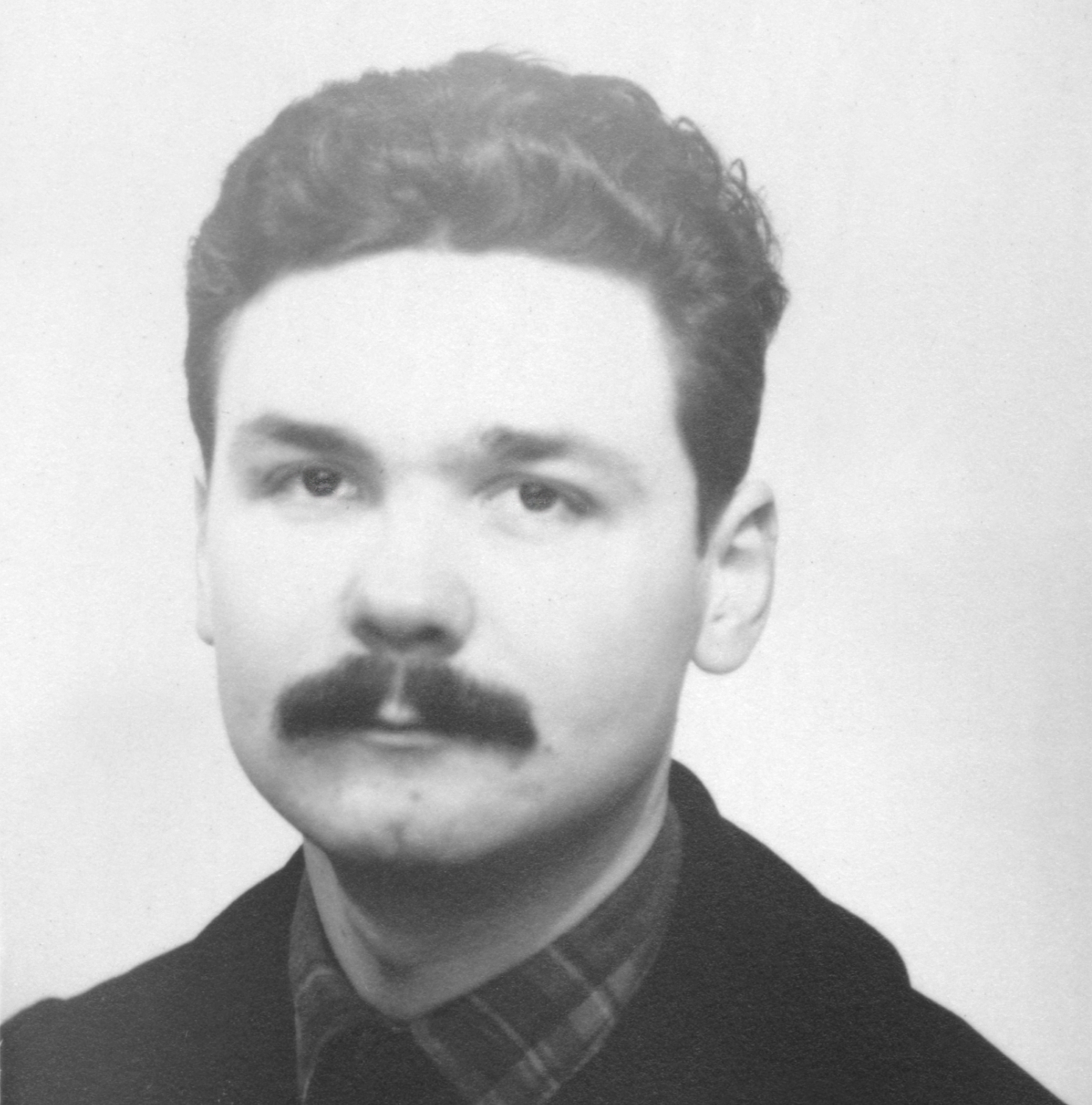
Pierre Perret en 1957, au tout début de sa carrière (Sacem).

Il rencontre Georges Brassens — à qui il est souvent comparé à ses débuts — qui l’encourage à écrire et composer, et fréquente le milieu parisien de la chanson. En 1956, il accompagne à la guitare la jeune chanteuse Françoise Marin (qui deviendra Sophie Makhno) dans le cabaret La Colombe. Un soir, les clients partis, il montre ses chansons à Michel Valette, le patron. Il lui chante Adèle et Qu’elle était jolie mais, trop timide, refuse un engagement. Mais le lendemain, après la prestation de Françoise Marin, Michel Valette lui force la main en l’annonçant par surprise aux clients de La Colombe et, après s’être fait prier dans une ambiance bon enfant, il finit par chanter et remporte un vif succès, qui le met en confiance et il accepte son premier engagement de chanteur.
En 1957, il habite avec Françoise Marin, tout en l'accompagnant aux Trois Baudets. Il lui propose de chanter quatre chansons de sa composition et enregistrer son premier super 45 tours chez Barclay. Un soir, il chante quelques-unes de ses propres chansons et est remarqué par Boris Vian, Jacques Canetti et surtout par le manager de Gilbert Bécaud et de Charles Trenet, Émile Hebey. Celui-ci le présente à Eddie Barclay, avec lequel il signe un contrat d’enregistrement pour une durée de trois ans. Son premier 45 tours, Moi j’attends Adèle, sort cette année-là. Un enregistrement à l'Olympia pour l'émission de radio Musicorama contribue à le faire connaître.
En 1958, il continue dans les cabarets parisiens et sillonne les routes de France et d’Afrique en première partie du groupe américain The Platters. Mais atteint de pleurésie, il doit suspendre sa carrière. En novembre, il entre au sanatorium au Plateau d'Assy dans la commune de Passy en Haute-Savoie, et y passe presque deux ans. Il reçoit alors le soutien financier du métier : un Musicorama exceptionnel est organisé pour venir en aide à sa famille et payer les soins. Françoise Marin le quitte , pour le médecin qui a diagnostiqué sa pleurésie...
En 1960, sort Le Bonheur conjugal, son second 25 cm. Le succès n'est pas suffisant et Barclay ne renouvelle pas son contrat. Il habite alors Gennevilliers avec sa famille où il reste huit ans. Anne et Alain, ses jumeaux sont nés en 1962. Sa fille Julie naît en septembre 1963 , et meurt en juillet 1995.
Il est soutenu par sa femme, Simone Mazaltarim, rebaptisée Rebecca, épousée en 1962 , après l'avoir rencontrée en 1957 dans les bureaux des disques Barclay .Pierre Perret signe un contrat chez Vogue pour six ans, et trouve un nouvel impresario en  Lucien Morisse. Il connaît son premier grand succès en 1964 avec Le Tord-boyaux, vendu à 75 000 exemplaires.
Pierre Perret enchaîne alors les succès et donne plusieurs concerts, assurant des premières parties d'artistes aussi différents que Johnny Hallyday, Nana Mouskouri ou les Rolling Stones lors de leur premier concert en France.
En 1966, la chanson Les Jolies Colonies de vacances est un grand succès, vendu à 200 000 exemplaires. Yvonne de Gaulle, tente de la faire interdire : elle l'est pendant six mois sur la deuxième chaîne de télévision, mais les radios redoublent leurs diffusions. Durant l'été, avec Claire Ferval et Robert Nyel, il est en première partie de Charles Aznavour en tournée en France. Cette proximité incite Pierre Perret à  une écriture plus poétique. Il passe pour la première fois en vedette à l'Olympia en novembre 1966.
Il enchaîne alors les succès :  Le service militaire, Tonton Cristobal, Cuisse de mouche et Les baisers. Il signe aussi la chanson Les postières chantée par Nicole Croisille. En 1968, il écrit Vieux Sidney en hommage à Sidney Bechet, où il reprend le thème des Oignons de 1949. Cependant, comme chez Barclay, Pierre Perret s'estime sous-payé et à l'issue de son contrat, en 1969, il quitte Vogue décidant avec sa femme de s’autoproduire en fondant les éditions Adèle (du nom de sa première chanson).
La même année, il retrouve le cinéma, essayé en tant que figurant en 1944 avec Le Carrefour des enfants perdus et en 1958 dans un petit rôle dans Les étoiles de midi. Il joue le personnage principal dans le film Les Patates, de Claude Autant-Lara, avec Jacques Balutin, Rufus, Henri Virlojeux, Bérangère Dautun, Christine Aurel, film dont il signe la musique. Il incarne en 1971 le juge Roy Bean dans un western parodique de Jean Girault et Federico Chentrens, Le Juge, avec Silvia Monti et Robert Hossein.
En 1971 sort  La Cage aux oiseaux, vendu à 300 000 exemplaires, puis C'est au mois d'août, Mère Noël, Olga , Le plombier.
À partir de 1974, les disques de Pierre Perret sont arrangés par Bernard Gérard, en remplacement de Jean Claudric qui orchestrait le chanteur depuis son entrée chez Vogue.
En 1975, il connaît son plus gros succès avec Le Zizi, plus de 600 000 exemplaires.
Après d'autres succès, comme Vaisselle cassée et La photo, Pierre Perret écrit des textes plus graves et mélancoliques, et vendra alors moins de disques. Sa chanson Lily, écrite en 1977, devient toutefois un classique des chansons anti-racistes et lui vaut en 1978 le prix de la LICRA. Le texte est même proposé en sujet blanc de brevet des collèges ou de baccalauréat; des protestations politiques entraînent  le limogeage du recteur d'académie qui ne s'était pas opposé à cette proposition[réf. nécessaire]. En 1977 encore, il écrit Ma nouvelle adresse qui traite de la vie des travailleurs et rend hommage à Jacques Brel.
À l'origine écrite pour une jeune fille victime de viol en 1976, Mon p'tit loup devient une chanson plus universelle en 1979, qu'il interprète lors d'un concert à Bobino, puis à la Fête de l'Humanité devant 200 000 spectateurs.
D'autres textes engagés paraîtront, sur l'avortement (Elle attend son petit en 1981), la famine, l'excision et plus généralement la condition des femmes en Afrique (Riz pilé en 1989), la guerre (La Petite Kurde en 1992), l’écologie (Vert de colère en 1998) ou encore la remontée du fascisme (La Bête est revenue). Sortie en 1998, cette chanson contre le Front national lui vaut de nombreuses lettres d'insultes. À la suite de l’album du même nom, il fait une tournée passant notamment au Festival des Vieilles Charrues où il joue devant 60 000 personnes.
Le 18 avril 2006, après quatre ans de travail, il sort l'album Mélangez-vous, suivi par un album de chansons paillardes, Le Plaisir des Dieux.

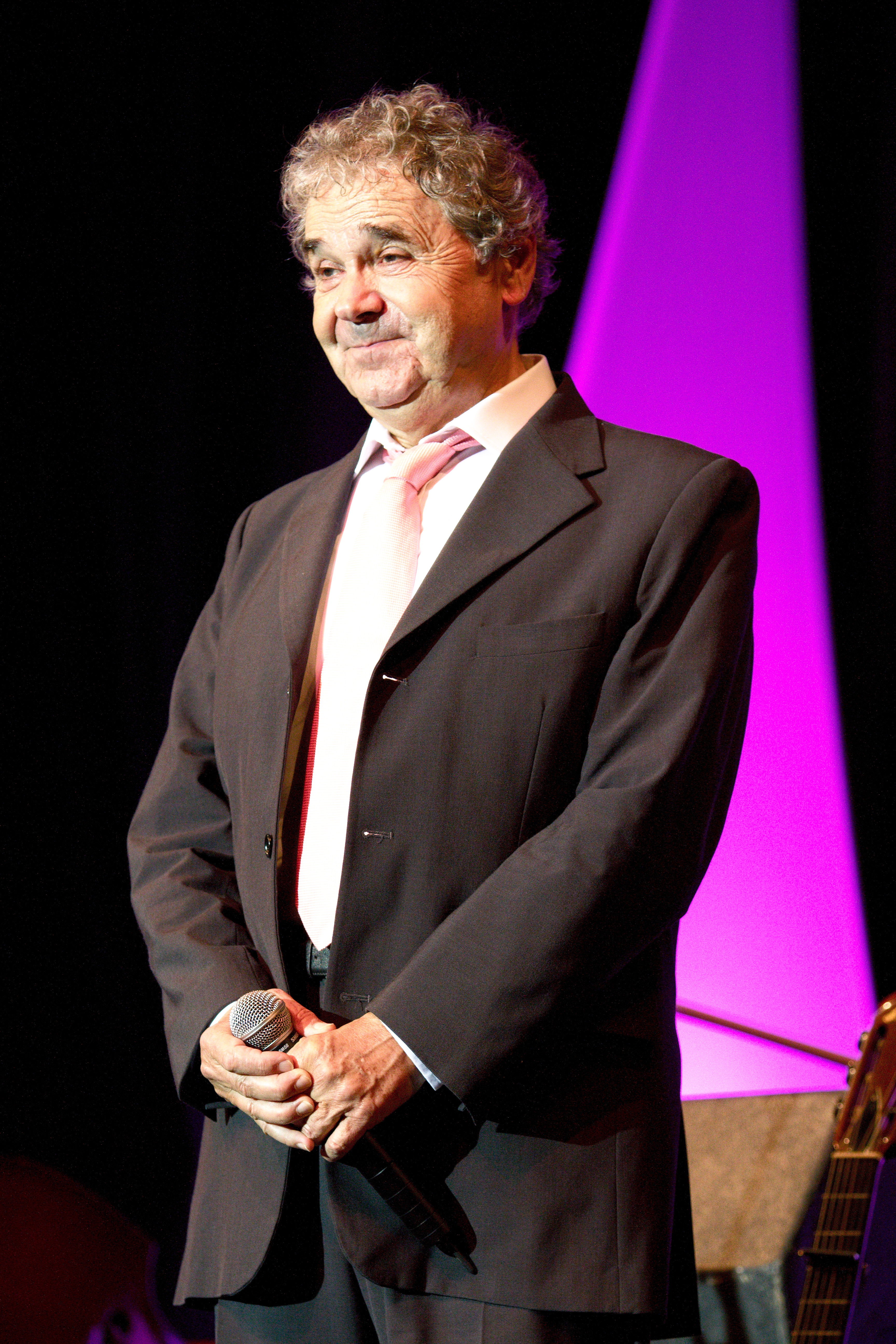
Pierre Perret lors du Festival de la chanson française du Pays d'Aix en 2010.

Il aborde l'intégrisme religieux, avec La Femme grillagée en 2010 sur le port de la Burka, et rend hommage en 2018 à ses amis de Charlie Hebdo abattus le 7 janvier 2015 par les frères Kouachi.
En 2017, il apparaît en guest-star dans un épisode du Capitaine Marleau.
Pendant la pandémie de Covid-19, le confinement lui inspire une nouvelle chanson humoristique, Les Confinis.
Le 30 octobre 2020, Pierre Perret entame une grande tournée intitulée Mes adieux provisoires, qui sera perturbée par la pandémie de Covid-19, déclarant qu'il s'agira « sûrement » de sa dernière tournée.
Le 14 avril 2023, il publie un nouvel album, Ma vieille carcasse, accompagné par le clip Paris saccagé, critiquant la politique de la maire de Paris, Anne Hidalgo.
En juin 2024, il publie un poème destiné à Rima Hassan. Ce poème dénonce les « folles élucubrations» de la députée européenne LFI, qui avait déclaré qu'Israël était « pire que la Russie ». « Mes fidèles loulous attention/ Oyez en grande précaution/ Les folles élucubrations/ D'une pasionaria en carton./ Sais-tu pourquoi Rima Hassan/ En tes veines dépourvues de sang/ Circule un jus nauséabond/ C'est parce qu'il n'est que du poison/ "Le chant des partisans", "Lily"/ Tous ces poèmes ont fait le lit/ De ceux qui combattent la haine/ Qui met ce sang noir en tes veines/ Tu crois faire de la résistance/ Tu n'résistes qu'à l'intelligence/ Celle du cœur dont tu ignores le lien/ Et ton combat ne rime à rien. »

#### Duos
Pierre Perret a enregistré plusieurs duos au cours de sa carrière, un des plus surprenants avec Mireille Mathieu en 1988 pour Le Zizi. En 1995, il enregistre Maître Pierre en duo avec Sophie Darel pour l'album C'était les Années Bleues. En 2003, il collabore avec le groupe les Ogres de Barback pour son album Çui là et monte sur scène à leurs côtés en 2005 à La Cigale, où il interprète en trio le titre Lily.
En 2015, il monte sur la scène avec Tina Arena dans l'émission Du côté de chez Dave le 24 mai.
En mai 2016, il donne un concert pour la première fois dans sa ville natale, Castelsarrasin, où il chante en duo Lily avec Nolwenn Leroy. À cette occasion, le nouveau maire, Jean-Philippe Besiers, lui dévoile son buste, signé du sculpteur toulousain Sébastien Langloÿs.

### Écriture
Parallèlement à ses activités dans la chanson, Pierre Perret, dès 1972 (année de la parution de son premier livre Adieu Monsieur Léautaud), a publié plusieurs ouvrages biographiques. En 2009, Manuel Poirier tourne un film sur l'enfance de Pierre Perret, tiré de son autobiographie, Le Café du pont.
Pierre Perret écrit aussi autour de l'histoire, de la cuisine, de la pêche, et toujours autour des mots, des beaux ou des gros avec une Anthologie de la poésie érotique et des travaux autour des mots d'argot.
Son dictionnaire Le Parler des métiers, sorti en 2003 reprend le vocabulaire de 145 métiers différents. Grand ami de Bernard Pivot, il est invité à Apostrophes en 1982 et Bouillon de culture en 1993 avec Jean Favier Spécial histoire pour la sortie des Grandes pointures de l'histoire. Il lui dédie une chanson en 1986 simplement intitulée Bernard Pivot.
Pierre Perret participe au Comité d'orientation pour la simplification du langage administratif (COSLA). Il fait également partie du Conseil supérieur de la langue française depuis sa création en 1989 (mandat renouvelé en 1993, 1999 et 2003).

### Vie privée
Pierre Perret possède une résidence secondaire en Irlande, près de Ballyconneely, dans le comté de Galway ou il s'adonne à la pêche à la mouche dans le lac Corrib. Un saumon de 12,50 livres lui vaut le titre de meilleur pêcheur de l’année, en 1985. 
Son frère cadet, Jean-Claude, dit Jeannot, fut notamment chef cuisinier à New York aux États-Unis.
Il épouse en 1962 Simone Mazaltarim dite « Rebecca » qu'il a rencontrée en 1957. Ils auront trois enfants, Anne et Alain, des jumeaux nés en 1962, et Julie, née en 1963 et morte en 1995 à 32 ans. Sa disparition marque profondément Pierre Perret et influence sa vie personnelle et artistique,.

## Engagements
Pierre Perret est ami des anciens Premiers ministres et députés du Parti socialiste Michel Rocard et Lionel Jospin, soutenant ce dernier lors des élections présidentielles de 1995 et de 2002.
En 2006, il est invité par le président de l'Assemblée nationale, Jean-Louis Debré, à quelques jours de la reprise de la discussion du projet de loi sur les droits d'auteur ; il a plaidé contre la licence globale : « C’est comme si l’on rentrait dans une boulangerie et que l’on raflait tout sans payer. »
Le 2 décembre 2018, à Genay, Pierre Perret déclare son soutien au mouvement des Gilets jaunes au retour d'un concert au Chambon-Feugerolles.

## Polémique autour de sa relation avec Paul Léautaud
En 2009, dans un article du Nouvel Observateur, la journaliste Sophie Delassein met en doute la véracité des rencontres vers 1953-1956 entre Paul Léautaud et Pierre Perret, que ce dernier a souvent relatées, notamment dans des entretiens télévisés et dans ses livres. Elle pointe diverses incohérences avec les archives de l'époque mentionnées par divers proches de Paul Léautaud, dont certains ont émis des doutes sur les réelles relations entre l’écrivain et le chanteur. La thèse de la journaliste est que Perret aurait exagéré la profondeur de sa relation avec l'écrivain pour se faire bien voir de son ami Georges Brassens, grand admirateur de Léautaud, puis se serait enfermé dans ce mensonge. Elle accuse également Perret de plagiat. Pierre Perret s'explique dans un droit de réponse avant de porter plainte pour diffamation contre Sophie Delassein. Le jugement est favorable au chanteur et sanctionne la journaliste,.
Le 20 mars 2012, le tribunal correctionnel de Paris condamne le journal Le Figaro pour avoir diffamé Pierre Perret dans l'une de ses chroniques. Le quotidien a été condamné à 3 000 euros d'amende tandis que l'auteur des propos, le journaliste Stéphane Denis, écope d'une amende de 1 500 euros. Le Figaro et Stéphane Denis doivent, en outre, verser solidairement 5 000 euros à Pierre Perret au titre des dommages-intérêts ainsi que 4 000 euros au titre des frais de justice. Le Figaro a l'obligation de publier le jugement dans ses colonnes. Le chanteur populaire a ainsi gagné trois procès en diffamation pour la même affaire dont un à l'encontre du journaliste et chroniqueur Bernard Morlino, condamné pour injure et diffamation.

## Caractéristiques de son œuvre

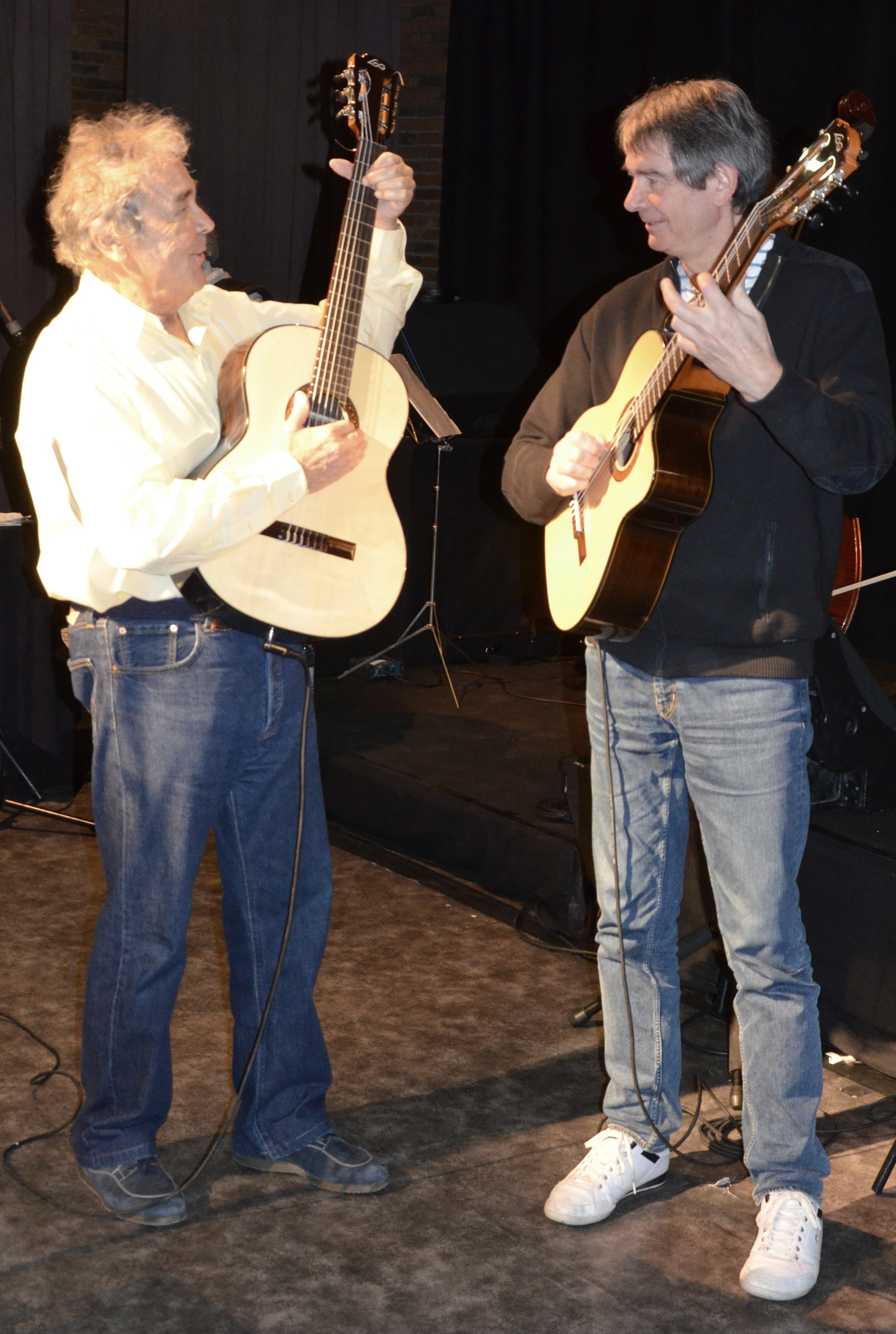
Pierre Perret et son guitariste Joël Roulleau lors des répétitions sur la scène de la Salle Culturelle de La Sentinelle en 2012.

Le ton des chansons de Pierre Perret est enjoué, typique du music-hall. Certaines ressortent de la tradition des chansons paillardes où il est question de sexualité de façon indirecte et gaie. Le Zizi, s'appuie sur les cours d’éducation sexuelle à l’école, nouveaux à l'époque.
Mais il compose également des chansons engagées, comme Lily (antiraciste), Y'a cinquante gosses dans l'escalier (sur la vie difficile des gens en HLM) et Ma nouvelle adresse (sur la vie des travailleurs), lyriques, comme Blanche, ou poétiques, comme Fillette, le bonheur c'est toujours pour demain.
Puis quelques décennies plus tard (presque un demi-siècle), dans  Paris saccagé, à 88 ans, il dénonce la saleté de la capitale jonchée de poubelles et infestée de rats du fait, d’après lui, de l'inaction de la maire socialiste Anne Hidalgo. « Oh non Pierrot ! Pas toi », poste un de ses fans sur Twitter.
Certaines d'entre elles sont écrites sur un ton guilleret, telles La bête est revenue, Au nom de Dieu, Dealer ou encore La mondialisation. Le thème satirique du Tord-boyaux, sur les bouges et les gargotes, avait été précédemment mentionné dans Félicie Aussi de Fernandel, et l'Hôtel des Trois Canards de Marie Bizet.

## Distinctions
- Chevalier de la Légion d'honneur (1990)
- Commandeur de l'ordre des Arts et des Lettres (2014)

En janvier 2014, il est promu au grade de commandeur de l'ordre des Arts et des Lettres. La réception pour l'attribution des insignes est organisée le 9 juillet 2014, jour de ses 80 ans.
Pierre Perret est membre de l'Académie Alphonse-Allais.

## Discographie
- 1958 : Moi j'attends Adèle / Si je t'envoie des fraises
- 1960 : Joséphine
- 1964 : Le Tord-Boyaux
- 1965 : Mon petit amour
- 1966 : Le Monde de Pierre Perret
- 1967 : Les Deux Visages de Pierre Perret
- 1971 : La Cage aux oiseaux
- 1971 : Les Proverbes
- 1973 : Le Plombier
- 1974 : Le Zizi
- 1974 : Pierre Perret en PUBLIC (2 disques vinyle)
- 1976 : Papa maman
- 1977 : Lily
- 1979 : Mon p'tit loup
- 1981 : C'est l'printemps !
- 1983 : Comment c'est la Chine ?
- 1986 : Irène
- 1989 : Ce soir c'est fête - Cœur cabossé
- 1992 : Bercy Madeleine
- 1995 : Chante 20 fables inspirées de Jean de La Fontaine - Versions Pierrot
- 1995 : Chansons Éroticoquines (réédité en 1999 avec 4 titres bonus inédits)
- 1998 : La bête est revenue
- 2002 : Çui-là
- 2006 : Mélangez-vous
- 2007 : Le Plaisir des dieux - Anthologie de la chanson paillarde
- 2008 : Les Dieux paillards (double CD)
- 2009 : Trésors de la paillardise (4 CD)
- 2010 : La Femme grillagée
- 2014 : Drôle de poésie
- 2018 : Humour liberté
- 2021 : Mes bijoux de famille
- 2023 : Ma vieille carcasse

## Publications

### Ouvrages autobiographiques

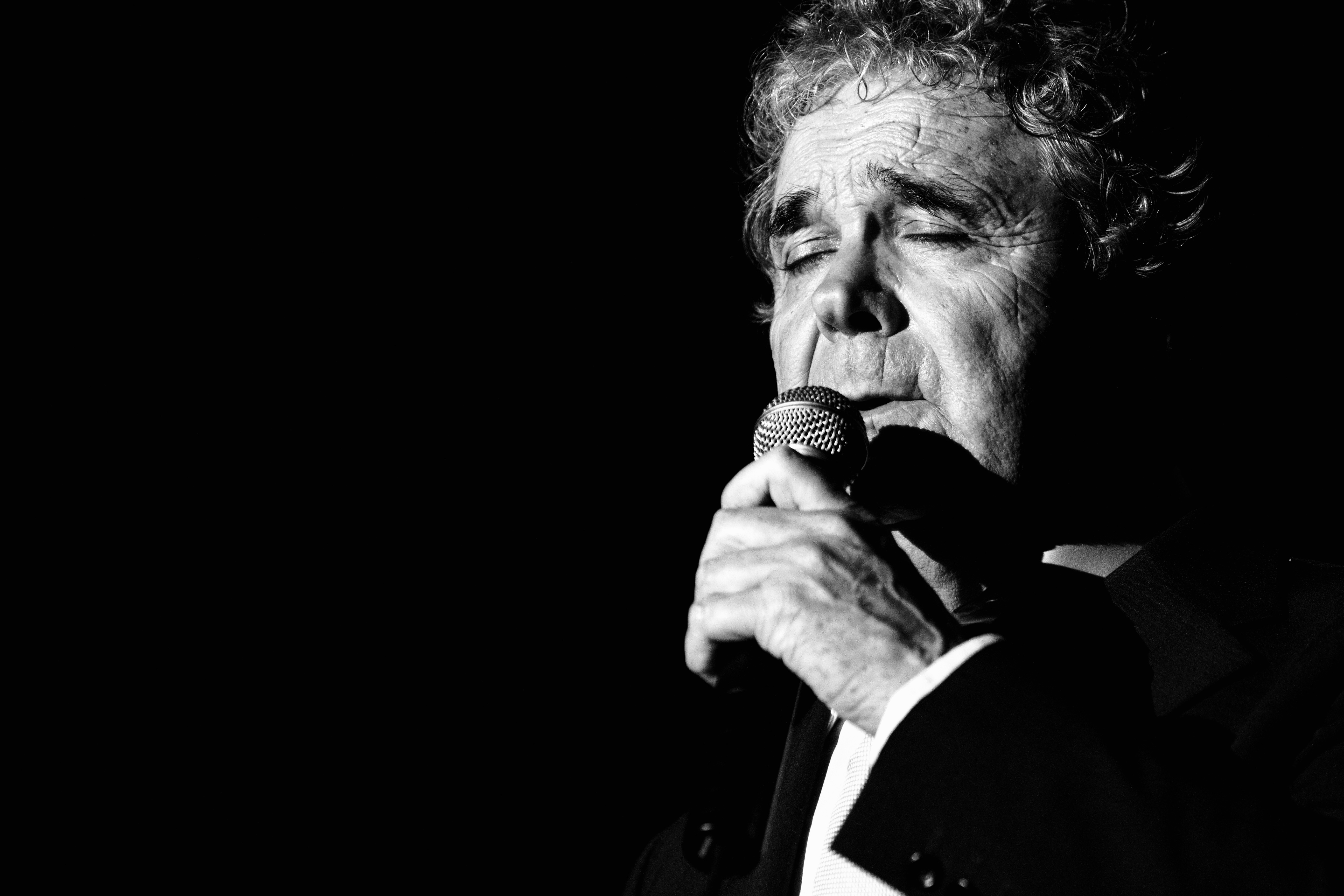
Pierre Perret lors du Festival de la chanson française du Pays d'Aix 2010.

- Adieu Monsieur Léautaud, Paris, Julliard, 1972, 157 p. (D.L. 9411-72)[58]
- Laissez chanter le petit, Editions Adèle/J.C Lattès, 1989.  (ISBN 2709608103 et 978-2709608107)
- Le Café du Pont : Parfums d'enfance, Éditions Robert Laffont, avril 2005, 314 p.  (ISBN 2221103092)
- A cappella. Des Trois Baudets à l'Olympia, Éditions Le cherche midi, 6 novembre 2008, 384 p.  (ISBN 2749113776 et 978-2749113777)
- Les poissons et moi, Éditions Le Cherche Midi, 13 octobre 2010, 240 p.  (ISBN 2749123100 et 978-2749123103)
- Nos jolies vacances, Éditions Jacob-Duvernet, 14 octobre 2010, 141 p.  (ISBN 2847242821 et 978-2847242829)

### Autour de la cuisine
- Le Petit Perret gourmand, Éditions J.C. Lattès, 1987, 511 p.  (ISBN 2709606577 et 978-2709606578)
- La Cuisine de ma femme, Éditions Plon, Hors Collection, 1er octobre 1996, 497 p.  (ISBN 2259184618 et 978-2259184618)
- Le Perret gourmand, Éditions Le cherche Midi, 8 novembre 2007, 592 p.  (ISBN 274911120X et 978-2749111209)
- Tous toqués, Éditions Le Cherche Midi, 10 novembre 2010, 430 p.  (ISBN 2749118328)
- Ma vie en vin, Éditions du Cherche Midi, Hors Collection, 20 octobre 2016, 296 p.  (ISBN 2749152879 et 978-2749152875)

### Anthologie
- Anthologie de la poésie érotique, Éditions Nil, Hors Collection, 20 septembre 1996  (ISBN 2841110583 et 978-2841110582)

### Autour des mots
- Les Pensées, Éditions Le Cherche Midi, 1979. 188 p.  (ISBN 2862740128 et 978-0785941033)
- Le Petit Perret illustré par l’exemple (dictionnaire de l’argot), Éditions Jean-Claude Lattès, 1982, 349 p.  (ISBN 2709601664 et 9782709601665)
- Jurons, gros mots et autres noms d'oiseaux, Éditions Plon, 23 octobre 1994, 289 p.  (ISBN 9782259027403)
- Le Parler des métiers (vocabulaire de 145 professions), 13 novembre 2002, 1100 p.  (ISBN 2221096444)
- Mon Almanach, Éditions du Cherche midi, 27 novembre 2014. 208 p.  (ISBN 2749125146 et 978-2749125145)

### Autour de l'histoire
- Les Grandes Pointures de l’histoire, Éditions Plon, 1993. 402 p.  (ISBN 225902789X). Dessinateur : Loup.
- Les Petits Métiers d’Atget à Willy Ronis, Éditions Hoëbeke, 26 octobre 2007, 122 pages.  (ISBN 2842303016 et 978-2842303013)

### Ouvrages pour les enfants
- Le Petit Perret des Fables, Éditions J.C. Lattès.
  - Tome 1 - Les fables géométriques. 6 décembre 1990, 72 p.  (ISBN 2709609592 et 978-2709609593)
  - Tome 2 - Les fables en couleur. 6 décembre 1991, 71 p.  (ISBN 2709610868 et 978-2709610865)
  - Tome 3 - Les fables en chiffres. 1er septembre 1992, 71 p.  (ISBN 270961152X)
- Chansons pour enfants de 5 à 95 ans, Adèle Éditions, Collection Pierre Perret, 21 novembre 2013. Une bande-dessinée et 1 CD comportant 4 chansons inédites avec leurs 4 karaokés. Textes et partitions illustrées par 4 dessinateurs : Turf, Jean-Luc Loyer, Maurent Houssin et Isabelle Dethan.  (ISBN 2954678909 et 978-2954678900)
- Chante et dessine avec Pierrot !, Éditions Naïve, novembre 2005.  (ISBN 2350210324). Illustré par les enfants de l'école maternelle de Valence d'Agen avec un CD.

### Préfaces
- Marc Robine, Grand Jacques. Le roman de Jacques Brel, Éditions Anne Carrière, 9 septembre 1998, 671 p.  (ISBN 2843370663 et 978-2843370663)
- Paul Léautaud, Journal littéraire, (choix de pages), Éditions Hors série, Mercure de France, Coll. 3 septembre 1999, 960 p.  (ISBN 2715221134 et 978-2715221130)
- Collectif, Larousse insolite (dictionnaire en images), Éditions Larousse, Hors Collection, 5 septembre 2002, 208 p.  (ISBN 2035053439 et 978-2035053435)
- Michel Lis, Michel Barbier, Le franc-parler, Éditions Le grand livre du mois, 2006, 397 p.  (ISBN 2286018111 et 978-2286018115)
- Grégoire Lacroix, Les euphorismes de Grégoire, Éditions Max Milo, 5 octobre 2006, 125 p.  (ISBN 2914388985 et 978-2914388986)
- Jean-Claude Raimbault, On se fait la belle ? Machisme et misogynie dans nos dictionnaires, Éditions du Temps, 2 juillet 2009, 191 p.  (ISBN 2842744845 et 978-2842744847)
- Alain Poulanges, Boby Lapointe ou les mamelles du destin, Éditions L'Archipel, 13 juin 2012, 240 p.  (ISBN 2809807116 et 978-2809807110)
- André Demontoy, Dictionnaire des chiens illustrés à l'usage des maîtres cultivés. Tome 1, Chiens réels, Éditions Honoré Champion, 4 octobre 2012, 576 p.  (ISBN 2745324640 et 978-2745324641)
- Philippe Normand, Langue de keufs sauce piquante. L'argot des flics et des voyous, Éditions Le Cherche Midi, mars 2015, 484 p.  (ISBN 2749128250 et 978-2749128252)
- Guillaume Fourrier, 50 pêches faciles en Atlantique, Éditions Vagnon, Coll. Pêche, 22 mai 2015, 128 p.  (ISBN 2857259573 et 978-2857259572)
- Pierre Gobiet, Une si longue vie. Comprendre et accompagner le très grand âge, Éditions Mardaga, Coll. Santé en soi, 22 octobre 2015, 208 p.  (ISBN 2804702820 et 978-2804702823)
- Philippe Delestre, Pascal Baudoin, Delestre se met à table , Food Éditions, 28 juillet 2018, 96 p  (ISBN 978-2-9553497-5-5).
- Yan Lindingre, Laurent Houssin, La vie en rouge, Éditions Fluide Glacial, 12 novembre 2018, 95 p.  (ISBN 237878032X et 978-2378780326)

### Ouvrage collaboratif
- Christian Binet, Il était une fois les Bidochon : 40 ans de bonheur absolu, Éditions Fluide glacial-Audie, 16 mars 2016  (ISBN 2352076838 et 978-2352076834). Contributions de Pierre Perret, Jérôme Deschamps, Bruno Masure.

## Filmographie comme acteur

### Cinéma
- 1944 : Le Carrefour des enfants perdus de Léo Joannon : un enfant (figuration)
- 1958 : Les Étoiles de midi de Jacques Ertaud et Marcel Ichac
- 1969 : Les Patates de Claude Autant-Lara : Clovis Parizel
- 1970 : Un été sauvage de Marcel Camus : maître d'hôtel
- 1971 : Le Juge de Jean Girault et Federico Chentrens : Roy Bean

### Télévision
- 1980 : La bande à Bédé
- 1992 : Le cadeau de la rentrée (comédie musicale d'AB production). Il joue le rôle d'un directeur de colonie et interprète avec d'autres invités Les jolies colonies de vacances.
- 2017 : Capitaine Marleau de Josée Dayan (Saison 1, épisode 12). Il joue le rôle de Monsieur Pellisson.

### Doublage
- 1989-1991 : Les Fables géométriques, série animée éditée par la société Fantôme (voir Georges Lacroix), qui a fait le pari de « réinventer » le bestiaire de Jean de La Fontaine et de lui donner des formes géométriques, insolites et drôles.

## Hommages
- En 2012, André Eve donne son nom à une rose jaune au parfum de citronnelle[59].
- En France, en 1995 la première école maternelle portant son nom est inaugurée à Valence-d'Agen. En 2015, 19 établissements scolaires portent son nom, fait rarissime pour une personnalité de son vivant[60]. En 2021, la 34e école est inaugurée[61].
- En 2015, une école Pierre Perret voit le jour au Kurdistan à la suite de la chanson La Petite Kurde
- En mai 2015, le verger du lycée Savary de Mauléon, aux Sables-d'Olonne, est inauguré à son nom[62].
- Des rues portent son nom. Sur la première à être inaugurée il est écrit : « Pierre Perret, auteur, compositeur, poète »[63].
- En 2016, sa ville natale, Castelsarrasin, lui rend hommage en l'invitant à venir y chanter pour la première fois et lui dévoile son buste signé du sculpteur toulousain Sébastien Langloïs.
- Le 21 septembre 2023, Vinci Autoroutes inaugure un monument sur une aire de repos sur l’autoroute A62, entre Montauban et Valence d’Agen. L’aménagement prend la forme d’une ronde de silhouettes entourant deux statues : l’une représente Pierre Perret enfant, l’autre le figure à l’âge adulte[64],[Note 2].

### Album hommage
- 2017 : La Tribu de Pierre Perret - Au café du canal, des Ogres de Barback avec de nombreux invités[65].